# Национална галерия (Лондон)
Националната галерия е държавна художествена галерия в Лондон, столицата на Англия и Великобритания.
Музеят се намира на площад „Трафалгар“ в Уестминстър в центъра на столицата. Той е на 7-о място сред художествените музеи в света по брой на посетителите през 2019 г.
Притежава над 2300 картини, образци на западноевропейското изкуство от средата на XIII век до 1900 г., също рисунки и скулптури. Картините в него са представени в хронологичен ред. Входът до постоянната картинна изложба е свободен. По информация от 2014 г. броя на посетителите е 6,5 милиона.

## История
За разлика от редица национални галерии в Европа, които са създадени чрез национализиране на колекции на монарси, Лондонската галерия възниква след парламентарно решение за покупка на картини и основаване на галерия. Парламентът отпуска 57 000 лири за картини и още 3 000 лири за първоначални нужди на галерията с решение от 2 април 1824 г.
Първата колекция (от 38 картини) е придобита от наследниците на банкера Джон Джулиус Ангерстайн през май 1824 г. и това се счита за дата на основаването на Националната галерия. Тази колекция послужва за ядро на бъдещата галерия. Скоро след първата колекция са закупени още 14 картини. След попълнения от завещания фондът включва вече 105 картини през 1831 г.
Този брой, изискващ повече помещения за излагане, подтиква към решение за построяване на отделна сграда. Галерията в новата сграда на северната страна на пл. „Трафалгар“ е открита на 9 април 1839 г.

## Галерия
- Леонардо да Винчи, „Мадоната в скалите“
- Джамбатиста Питони, „Рождество с Бога Отец и Светия Дух“
- Винсент ван Гог, „Слънчогледи“
- Пиеро дела Франческа, „Кръщение Христово“
- Диего Веласкес, „Венера с огледалото“
- Тициан, „Диана и Актеон“
- Сандро Ботичели, „Венера и Марс“
- Йеронимус Бош, „Увенчаване с трънен венец“
- Рафаело Санцио, „Мадона Алдобрандини“
- Клод Лорен, „Отплаването на Савската царица“
- Рембранд, „Автопортрет“ (1640)
- Джовани Белини, „Мадоната на поляната“